# Antonio Bernacchi
Antonio Maria Bernacchi (ochrzczony 23 czerwca 1685 w Bolonii, zm. 16 marca 1756 tamże) – włoski śpiewak, kastrat (alt).

## Życiorys
Był uczniem Francesca Antonia Pistocchiego. W 1700 roku został chórzystą (sopran dziecięcy) w bazylice San Petronio w Bolonii. Od 1701 do 1709 roku związany był z dworem elektora Jana Wilhelma w Düsseldorfie. Jako śpiewak operowy zadebiutował w 1703 roku w Genui. Występował w Bolonii (1712–1731), Wenecji (1709–1735), Monachium (1720–1727) i Wiedniu (1720–1727). W latach 1716–1717 i ponownie 1729–1736 występował w Londynie, gdzie uczestniczył w przedstawieniach oper Georga Friedricha Händla. W 1721 roku w Rzymie wziął udział w prawykonaniu opery Griselda Alessandra Scarlattiego. Od 1722 roku był członkiem bolońskiej Accademia Filarmonica, w latach 1748–1749 pełnił funkcję jej przewodniczącego.